# Intercambiador Imabariyunoura
El Intercambiador Imabariyunoura (今治湯ノ浦インターチェンジ Imabariyuno'ura-intāchenji?) es un intercambiador que se encuentra en la Ciudad de Imabari) de la Prefectura de Ehime. Es el cuarto intercambiador de la Autovía Imabari-Komatsu en dirección a la Autovía de Nishiseto. 

## Características
Es el único intercambiador de la Autovía Imabari-Komatsu en la Ciudad de Imabari, dado que el Intercambiador Imabariasakura de la Autovía de Imabari-Komatsu está inconclusa.
El Camino Imabari-Komatsu tiene su punto de inicio en este intercambiador, pero el kilometraje se inicia en el 700.
Debido a que la Autovía Imabari-Komatsu está inconclusa, este intercambiador la conecta con la Ruta Nacional 196. Esta última llega hasta el Intercambiador Imabari, donde comienza la Autovía de Nishiseto.

## Cruces importantes
- Ruta Nacional 196
  - Ruta de Imabari (今治道路 Imabari-dōro?) (punto final)
  - Ruta Imabari-Komatsu (今治小松道路 Imabari-Komatsu dōro?) (punto de inicio)

## Alrededores del intercambiador
- Estación del Camino "Onsen de Imabari-Yunoura"
- Onsen de Yunoura

## Intercambiador anterior y posterior
- Autovía Imabari-Komatsu

Intercambiador Toyotanbara << Intercambiador Imabariyunoura >> Intercambiador Imabariasakura (proyectado)